# Konrad-Adenauer-Brücke (Ulm)
Die Konrad-Adenauer-Brücke, kurz Adenauerbrücke (so das Brückenschild), ursprünglich Ringbrücke genannt, verbindet das in Baden-Württemberg gelegene Ulm über die die Landesgrenze bildende Donau hinweg mit dem in Bayern gelegenen Neu-Ulm. Sie steht im Zuge des Ulmer Bismarckrings und der Neu-Ulmer Ringstraße und führt die B 10 und die B 28 über die Donau. Unter der Brücke verläuft die Südbahnstrecke (Bahnstrecke Ulm–Friedrichshafen) entlang des nördlichen Donauufers. Sie ist mit fast 100.000 Fahrzeugen am Tag eine der am meisten befahrenen Brücken in Bayern.

## Beschreibung
Die Brücke ist 149,80 m lang und 24,20 m breit. Sie hatte ursprünglich vier Fahrspuren, einen Mittelstreifen und Geh- und Radwege an beiden Seiten. Wegen des zunehmenden Verkehrs wurde sie 1972 auf sechs Fahrspuren umgebaut, mit einer Betonleitwand in der Mitte und engen Radwegen an den Seiten.
Die von Ulrich Finsterwalder entworfene und 1954 in nur zehn Monaten gebaute Brücke war eine der ersten Spannbetonbrücken, die im Freivorbau ausgeführt wurden. Sie hat zwei parallele, gevoutete Hohlkästen auf je zwei Pfeilern mit Spannweiten von 38,15 + 78,00 + 33,65 m. Sie wurde zunächst von der einen Seite, dann von der anderen Seite jeweils bis zur Feldmitte vorgebaut. Anschließend wurden die Kragarme zusammenbetoniert, wodurch ein gelenkloser Rahmen mit Auslegern entstand. Die Bodenplatten der Hohlkästen sind in der Feldmitte zu einem rautenförmigen Netzwerk aufgelöst.

## Geplanter Neubau
Die Adenauerbrücke ist den Belastungen aus dem gestiegenen Verkehr und dem Umbau auf sechs Spuren nicht mehr gewachsen. Bei einer Untersuchung im Jahr 2012 wurde ihr Zustand mit der Note 3,4 als kritisch bewertet und ein Neubau empfohlen.
Bei den Diskussionen spielte die Frage eine wichtige Rolle, wer die Kosten eines Neubaus dieser baden-württembergisch-bayerischen Brücke zu tragen hat. Die Städte Ulm und Neu-Ulm hatten die Brücke gemeinsam gebaut, die Kosten trug die Bundesrepublik. Während in Bayern die Baulast beim Bund verblieb, vertreten durch die bayerische Straßenbauverwaltung in Krumbach, wurde sie auf baden-württembergischer Seite auf die Stadt Ulm übertragen. Die Frage, ob dies auch für den Kosten eines Neubaus gelte, wurde 1987 auf einen späteren Zeitpunkt vertagt. Ende 2017 erklärte der Bund, dass er die Baulast für die Adenauerbrücke übernehme.
Das staatliche Bauamt Krumbach hat im November 2018 die technische Planung für den Neubau der Brücke ausgeschrieben. Man hoffe, in einem Jahr einen Plan zu haben, der mit den Kommunen und allen Beteiligten diskutiert werden könne, so dass man in zwei bis drei Jahren das Planfeststellungsverfahren einleiten könne, um das Baurecht für die neue Brücke zu bekommen. Das Bauamt wies darauf hin, dass der Neubau der geringste Teil der Aufgabe sei. Wichtiger sei, wie der Bau ablaufen und wie die Verkehrsführung während der Bauzeit geregelt werden solle, die nicht mit der Sanierung der Gänstorbrücke ins Gehege kommen dürfe.
Im August 2020 wurden Untersuchungsbohrungen für den Baugrund im Auftrag des Staatlichen Bauamts Krumbach durchgeführt. Zurzeit geht man von einer 8-spurigen Brücke aus, wobei jeweils 2 Spuren pro Fahrtrichtung als Auffädelungsstreifen und als direkte Verbindung zwischen Ulm und Neu-Ulm genutzt werden sollen. Für den Durchgangsverkehr soll es weiterhin bei jeweils 2 Spuren bleiben.